# Simón bar Giora
Simón bar Giora (también llamado Simeón, en español) fue uno de los más importantes jefes rebeldes durante la primera guerra judeo-romana, que tuvo un papel crucial en las luchas internas de los judíos durante el asedio de Jerusalén del año 70, y acabó por dominar la ciudad hasta su caída.

## Historia
En el año 68, segundo año de la revuelta, surgieron cuatro líderes de entre los rebeldes judíos: Juan de Giscala, Simón bar Giora, Eleazar ben Simón, y Eleazar ben Yair. Simón bar Giora (epíteto que probablemente signifique «hijo del prosélito») era un general muy experto, que acabó reuniendo un ejército que, además de sus soldados, llegó a incluir a 40.000 campesinos, a base de prometer la libertad a los esclavos y recompensas a los que ya eran libres. Su programa político era radical, y atrajo la aversión del conservador Flavio Josefo.
Temiendo el creciente poder de Juan, el pueblo de Jerusalén invitó a Bar Giora a entrar en la ciudad en la primavera del año 69 y lo recibió como un salvador; pero allí Simón gobernó como un déspota, llegando a acuñar moneda propia. En el interior de la Jerusalén ya asediada por los romanos, estalló una guerra civil entre los zelotes de Eleazar, los guerreros y campesinos radicales de Simón, y los seguidores de Juan.
Al final Simón consiguió vencer a Juan después de asediarlo en el Templo de Jerusalén.
Pero en la primavera del año 70 Tito dio inicio al asalto final a Jerusalén, la tomó, y procedió al saqueo y destrucción de la ciudad. Simón tuvo que rendirse a los romanos. Estos lo llevaron a Roma, lo pasearon durante el triunfo de Tito, y finalmente lo ejecutaron arrojándolo desde la Roca Tarpeya.